# Boris Maruna
Boris Maruna (Podprag, južni Velebit, 13. travnja 1940. – Zagreb, 14. lipnja 2007.), bio je hrvatski pjesnik, esejist i prevoditelj s engleskog i španjolskog jezika na hrvatski jezik. 

## Životopis
Boris Maruna rodio se je u Podpragu 1940. godine. S obitelji je u djetinjstvu devet puta promijenio mjesto boravka. Osnovnu školu pohađao je u Obrovcu, Zaprešiću i Zagrebu, a gimnaziju završio je u Zagrebu.
Godine 1960., skupa s dva brata, emigrirao je u Italiju. Nakon boravka u talijanskom izbjegličkom logoru otišao je u Argentinu, gdje se pridružio Vinku Nikoliću i njegovoj Hrvatskoj reviji. U tom je časopisu i objavio prve pjesme, a u istoimenoj knjižnici izišla mu je 1964. godine i prva knjiga pjesama. U tri desetljeća svog emigrantskog izbivanja, živio je u Italiji, Argentini, Velikoj Britaniji, SAD-u i Španjolskoj.  
Neko vrijeme Maruna je boravio i u Engleskoj, gdje je radio u uredništvu Nove Hrvatske. Naposljetku, zahvaljujući svom ujaku svećeniku i sveučilišnom profesoru, omogućen mu je studij angloameričke književnosti na sveučilištu Loyola u Los Angelesu, koji je i završio uz magisterij. Na Sveučilištu u Barceloni završio je i hispanistiku na »Estudios Hispanicos para los Extranjeros«. U Anaheimu završio je računalno programiranje.
Objavio je nekoliko zbirki pjesama, a pjesme je počeo objavljivati još prije emigracije u zagrebačkim omladinskim listovima Polet i Studentski list. Autor je kronike Otmičari ispunjena sna, koja potanko opisuje otmicu američkog putničkog zrakoplova 10. rujna 1976., čime se htjelo ukazati na nezavidan status Hrvata i podređen položaj Hrvatske unutar Jugoslavije. Maruna je, kao jedan od službenih prevoditelja, bio izravni svjedok sudskog procesa akterima te akcije. Jedan od glavnih organizatora te otmice, Zvonimir Bušić, služio je sve do srpnja 2008. godine svoju kaznu u američkom zatvoru. Na poziv hrvatske vlade Maruna se vratio u Hrvatsku 1990. godine, te je najprije kratko vrijeme radio u Ministarstvu za iseljeništvo. Na mjestu ravnatelja Hrvatske matice iseljenika naslijedio je Vinka Nikolića, ali je ubrzo i razriješen dužnosti (1990.–1992.). Tada ga Matica hrvatska imenuje glavnim urednikom Vijenca, koju dužnost obavljao je od 1995. do 1997. godine. Nakon toga imenovan je glavnim urednikom Hrvatske revije (1998.–2000.).
Dugo je izbivao iz Hrvatske, prvo dobrovoljno, a kasnije i zbog političkog disidentstva, repatrijacije i suočavanja s razočaravajućom zbiljom u neovisnoj Hrvatskoj. Nakon povratka u Hrvatsku, postao je jedan od najoštrijih kritičara hadezeovske vlasti. Do svoje smrti 14. lipnja 2007. godine u KB Dubrava, Maruna je obnašao dužnost veleposlanika Republike Hrvatske u Republici Čile.

## Djela
- I poslije nas ostaje ljubav, Buenos Aires, 1964.
- Govorim na sav glas: mom ocu, mirnom i tihom čovjeku, München – Barcelona, 1972.
- Ograničenja, München – Barcelona, 1986.
- Ovako, Zagreb, 1992.
- Otmičari ispunjena sna, Zagreb, 1995.
- Bilo je lakše voljeti te iz daljine: povratničke elegije, Zagreb, 1996.
- Limitaciones. Poemas escogidos 1972–1988, Madrid, 1996.[7]
- Upute za pakleni stroj: izabrane pjesme, Zagreb, 1998.
- Era piu facile amarti da lontano: (i croati mi danno sui nervi), izbor i prijevod na talijanski Marina Lipovac Gatti, Trst, 2000.
- Ovako je pisao Katul, Zagreb, 2005.
- Što je čuvalo nadu, Zagreb, 2008.
- Tvrd pjevač, Zagreb, 2014.
- Svijet koji znam: izbor iz poezije, priredio Bruno Kragić, Zagreb, 2015.

## Prijevodi njegovih djela
- Neka njegova djela je u njezinoj antologiji Żywe źródła iz 1996. godine s hrvatskog na poljski jezik prevela poljska književnica i prevoditeljica Łucja Danielewska.
- Deset pjesama preveo je Gábor Csordás na mađarski u antologiji A káosz vigasza (Pečuh, Jelenkor, 2009.).

## Nagrade i priznanja
- 1995.: Šimun Šito Ćorić uvrstio ga je u svoju antologiju 60 hrvatskih emigrantskih pisaca.[1]
- 2000.: Nagrada Goranov vijenac, za cjelokupan pjesnički opus.[4]

## Vanjske poveznice
- Autori. Boris Maruna  Arhivirana inačica izvorne stranice od 27. prosinca 2018. (Wayback Machine), matica.hr
- Slobodan Prosperov Novak, Od srca i s razumom, predgovor knjizi Što je čuvalo nadu